# Dolomedes tadzhikistanicus
Dolomedes tadzhikistanicus är en spindelart som beskrevs av Jekaterina Michajlovna Andrejeva 1976. Dolomedes tadzhikistanicus ingår i släktet Dolomedes och familjen vårdnätsspindlar. Inga underarter finns listade i Catalogue of Life.